# أنتوني باس (لاعب كرة قاعدة)
أنتوني باس (بالإنجليزية: Anthony Bass)‏ هو لاعب كرة قاعدة أمريكي، ولد في 1 نوفمبر 1987 في ترينتون في الولايات المتحدة.

## وصلات خارجية
- أنتوني باس على موقع دوري كرة القاعدة الرئيسي (الإنجليزية)
- أنتوني باس على موقع الدوري الياباني لكرة القاعدة (الإنجليزية)
- أنتوني باس على موقعبيزبول رفرنس.كوم (الدوري الرئيسي) (الإنجليزية)
- أنتوني باس على موقعبيزبول رفرنس.كوم (الدوري الثانوي) (الإنجليزية)
- أنتوني باس على موقع إي إس بي إن.كوم (أم.أل.بي) (الإنجليزية)
- أنتوني باس على موقع مشجعي الرسوم البيانية (الإنجليزية)